# Superman's Pal Jimmy Olsen
Superman's Pal Jimmy Olsen est un comic book mensuel publié de 1954 à 1974 par la maison d'édition américaine DC Comics. 163 numéros ont été publiés. Centré autour du personnage de Jimmy Olsen, c'est le second comic book dérivé d'un personnage secondaire de l'univers de Superman après Superboy.

## Historique

### Débuts
En 1952 est diffusée la série télévisée Les Aventures de Superman (Adventures of Superman) avec Jack Larson jouant le rôle de Jimmy Olsen. En grande partie à cause de la popularité de Larson et de sa représentation du personnage, National Comics Publications (DC Comics) décide de créer une série régulière mettant en vedette Jimmy comme personnage principal. Elle démarre en septembre - octobre 1954 (date de couverture). Curt Swan est le principal artiste pendant les dix ans que durent la série. En 1958, un second titre est lancé, Superman's Girl Friend, Lois Lane, qui tourne autour d'un autre personnage secondaire de Superman d'une manière similaire.
Lucy Lane, jeune sœur de Lois Lane, est introduite dans le numéro 36 (avril 1959) et devient un intérêt romantique récurrent de Jimmy Olsen. Dans le no 57, il épouse Supergirl (Kara Zor-El/Linda Lee Danvers) après qu'elle est perdue ses pouvoirs et ses souvenirs de Supergirl. Ce n'est qu'après le mariage qu'elle récupère sa mémoire et ses pouvoirs et qu'elle lui dévoile son identité de Supergirl, ce qu'il accepte très bien.

### Jack Kirby
En 1970, estimant que Marvel Comics ne reconnaît pas ses talents à leur juste valeur Jack Kirby quitte cette maison d'édition et arrive chez DC. Carmine Infantino alors responsable éditorial lui laisse carte blanche pour trois titres mais lui demande de reprendre un titre déjà existant. Le choix se porte sur Superman's Pal Jimmy Olsen que Kirby prend en main à partir du numéro 133 daté d'octobre 1970. Le changement est très net entre l'ancien et le nouveau style.
La série s'intègre donc à l'épopée du quatrième monde imaginé par Kirby, à côté de Mister Miracle, The New Gods et The Forever People. D'ailleurs c'est dans le deuxième épisode écrit et dessiné par Kirby qu'apparaît pour la première fois la figure de Darkseid. Il a créé aussi le Projet Cadmus et réintroduit les personnages de Guardian (en) et des Newsboy Legion (en). Les visages de Superman et Jimmy Olsen dessinés par Kirby sont redessinés par Al Plastino ou Murphy Anderson. L'acteur et humoriste Don Rickles fait une apparition dans l'histoire en deux parties des numéros 139 et 141,,. Le projet de Kirby a cependant du mal à trouver son lectorat et après l'arrêt de The New Gods et de The Forever People au bout de onze épisodes et de Mister Miracle après dix-huit, Kirby abandonne Jimmy Olsen au numéro 148.

### Après Kirby
Lucy Lane, que les lecteurs pensaient morte après Superman's Girl Friend, Lois Lane no 120 (mars 1972), réapparaît dans le récit de Superman's Pal Jimmy Olsen n°160 (octobre 1973). Nick Cardy est l'artiste des couvertures pour les numéros 154 à 163.
Superman's Pal Jimmy Olsen ; Superman's Girl Friend, Lois Lane et le titre éphémère de Supergirl (lancé en 1972) sont stoppés en 1974 et fusionnés pour un nouveau titre d'anthologies : The Superman Family. La nouvelle série reprend la suite de la numérotation de Superman's Pal Jimmy Olsen. Le titre Superman Family est finalement stoppé en 1982.
Un one shot Superman's Pal Jimmy Olsen est publié en décembre 2008, à la suite de l'arc narratif « Atlas » de la série Superman, et menant à Superman: New Krypton (en).
En 2019-2020 parait la série limitée Superman's Pal Jimmy Olsen de Matt Fraction et Steve Lieber, ensuite publiée en édition reliée sous  le titre Who Killed Jimmy Olsen? qui obtient le Prix Eisner de la meilleure mini-série en 2021.

## Projet de série télévisée
En 1959, les producteurs de la série Les Aventures de Superman cherchent à relancer celle-ci à la suite de la mort de l'acteur star George Reeves qui jouait Superman. Jack Larson, qui jouait Jimmy, se voit proposer l'idée de poursuivre la franchise dans un spin-off pour deux nouvelles saisons de 26 épisodes chacune et dont la diffusion commencerait en 1960. Intitulée Superman's Pal Jimmy Olsen, la nouvelle série se concentrerait sur une vision plus sérieuse de la carrière montante d'Olsen en tant que journaliste. À la place de Reeves, des images d'archives de Superman en vol et une doublure jouerait le rôle de l'Homme d'Acier. Dégoûté à l'idée que les producteurs tentent de faire de l'argent sur la mort de Reeves, Larson rejette la proposition et le projet est abandonné.

## Publications

### Éditions américaines
Les éditions DC Comics ont proposé le début de la série dans plusieurs volumes reliés :
- Showcase Presents: Superman Family vol. 1, 576 pages, mars 2006,  (ISBN 1-4012-0787-1). Contient : Superman's Pal Jimmy Olsen n°1 à 22.
- Showcase Presents: Superman Family vol. 2, 520 pages, février 2008,  (ISBN 1-4012-1656-0). Contient : Superman's Pal Jimmy Olsen n°23 à 34
- Showcase Presents: Superman Family vol. 3, 576 pages, mars 2009,  (ISBN 1-4012-2188-2). Contient : Superman's Pal Jimmy Olsen n°35 à 44
- Showcase Presents: Superman Family vol. 4, 520 pages, mars 2013,  (ISBN 1-4012-3837-8). Contient : Superman's Pal Jimmy Olsen n°45 à 53
- Jack Kirby's Fourth World Omnibus vol. 1, 396 pages, mai 2007,  (ISBN 1-4012-1344-8). Contient : Superman's Pal Jimmy Olsen n°133–139
- Jack Kirby's Fourth World Omnibus vol. 2, 396 pages, mai 2007,  (ISBN 1-4012-1357-X). Contient : Superman's Pal Jimmy Olsen n°141–145
- Jack Kirby's Fourth World Omnibus vol. 3, 396 pages, mai 2007,  (ISBN 1-4012-1485-1). Contient : Superman's Pal Jimmy Olsen n°146–148

### Éditions françaises
Il n'existe aucune édition reliée de la série dans les pays francophones, mais plusieurs récits ont été traduits et publiés dans des magazines kiosques des années 1960 et 1970 : par les éditions Interpresse dans les magazines Superman (1e et 3e séries) ; les éditions Artima/Arédit dans Flash et Sagédition dans Superman et Batman, Superman et Batman et Robin, Superman Géant (2° série).
Seuls les numéros 133 à 148 ont été publiés par Urban Comics, dans les tomes 1 à 3 de la série Le Quatrième Monde entre 2015 et 2018.